# Araespor pallidus
Araespor pallidus är en skalbaggsart som beskrevs av J. Linsley Gressitt 1959. Araespor pallidus ingår i släktet Araespor och familjen långhorningar. Inga underarter finns listade.